# Manchecourt

Manchecourt este o comună în departamentul Loiret din centrul Franței. În 1 ianuarie 2018 avea o populație de 764 de locuitori.